# Schlacht am Atbara
 Aba – Dschebel Gedir I – Sennar I – Dschebel Gedir II – al-Ubayyid I – al-Ubayyid II – Sennar II – Sinkat – El Teb I – Scheikan – El Teb II – El Teb III – Tamanieh – Khartum – Abu Klea – Gallabat – Toski – Firket – Atbara – Omdurman – Umm Diwaykarat
Die Schlacht am Atbara fand am 8. April 1898 am Zusammenfluss von Nil und Atbara zwischen einer britisch-ägyptischen Armee und 15.000 sudanesischen Aufständischen, im Zuge der Niederschlagung des Mahdi-Aufstandes, statt.

## Vorgeschichte
Im Sudan begann 1881 der Mahdi-Aufstand und fand 1885 mit der Eroberung Khartums durch die Mahdisten seinen Höhepunkt. Seit seiner Ernennung zum Sirdar (Oberbefehlshaber) der ägyptischen Armee 1892 hatte Horatio Herbert Kitchener an der Vorbereitung der ägyptischen Armee zur Rückeroberung Sudans gearbeitet. 1896 wurde schließlich die Anglo-Egyptian Nile Expeditionary Force in Marsch gesetzt. In der so genannten Dongola-Expedition wurde zuerst die nördliche Provinz Sudans besetzt und die logistische Voraussetzung des Feldzugs nach Süden geschaffen. Dazu gehörte der Ausbau einer Bahnlinie von Wadi Halfa entlang des Nils bis Kerma, da die Schifffahrt in diesem Bereich durch Katarakte eingeschränkt war, und ab Januar 1897 der Neubau einer weiteren Bahnlinie durch die Wüste über Abu Hamad nach Atbara. Nach Abschluss dieser Baumaßnahmen konnte die anglo-ägyptische Armee im Nil-Feldzug weiter nach Süden marschieren.

## Verlauf

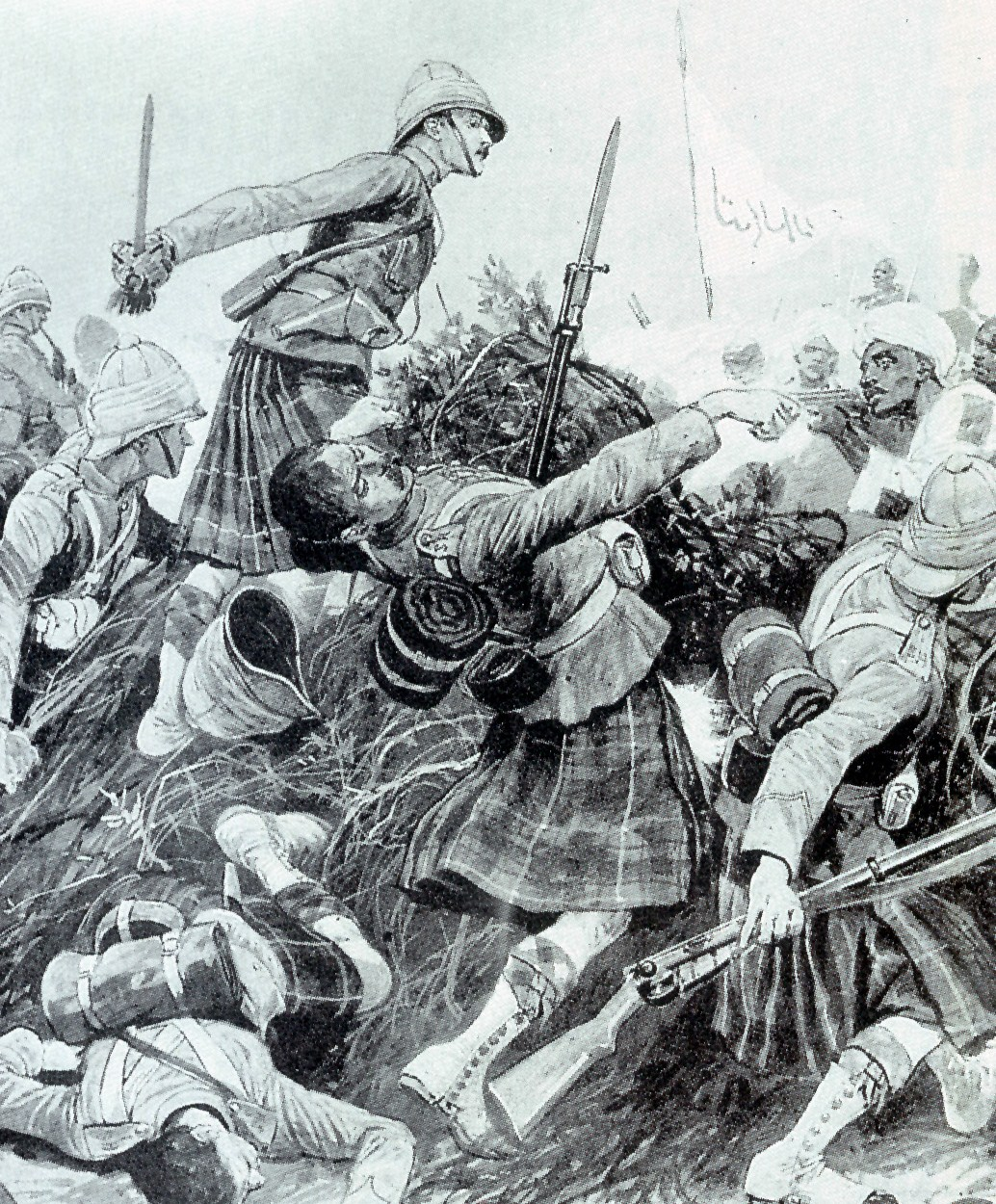
Die Schlacht am Atbara

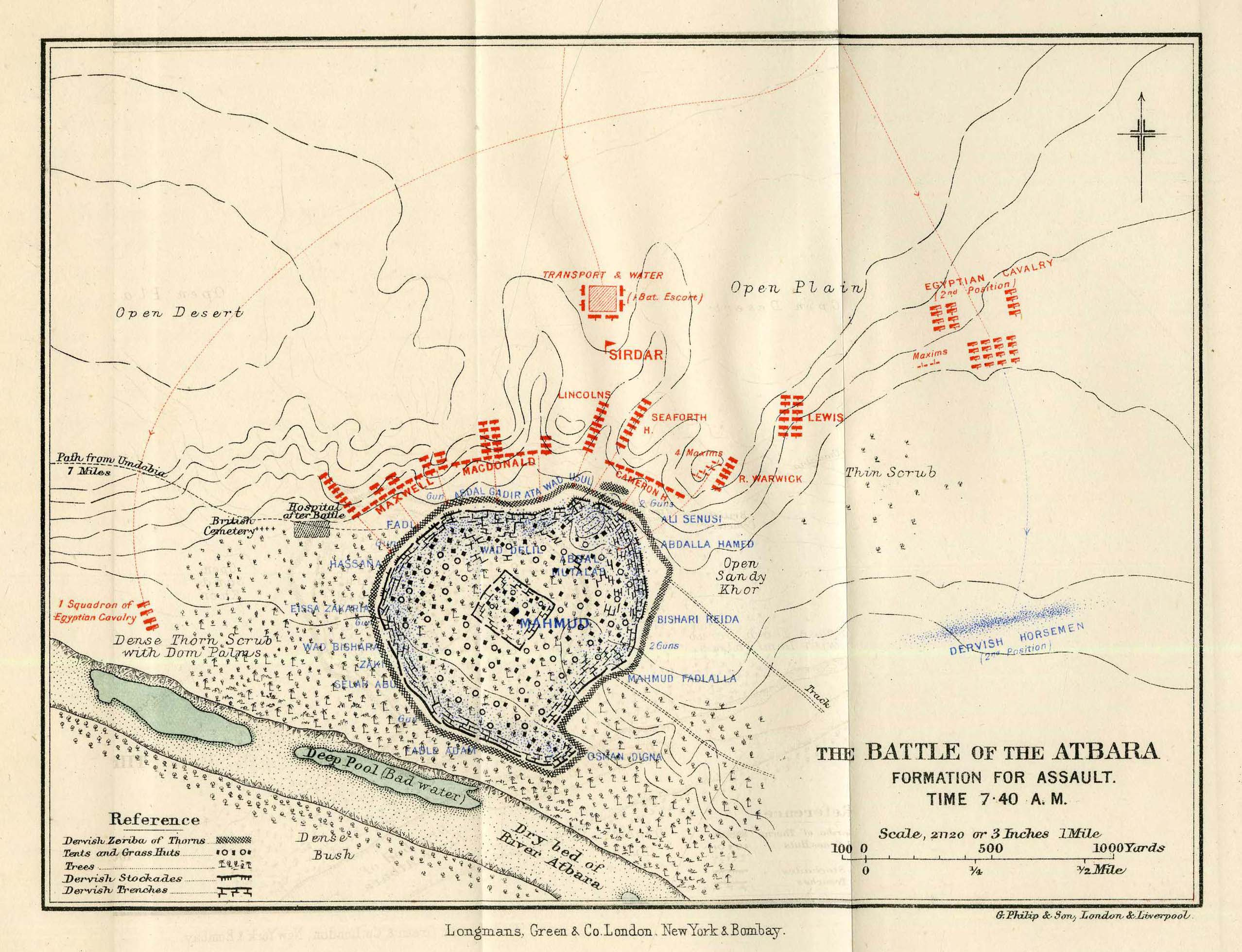
Plan der Schlacht

Kalif Abdallahi ibn Muhammad, der Nachfolger des Mahdi, wurde von seinem General Mahmud Ahmad bedrängt, Kitcheners vorrückende Armee anzugreifen. Aber erst Anfang Dezember 1897 entschloss sich der Kalif zum Angriff. Streitigkeiten bei der Besetzung des Oberbefehls führten dazu, dass nicht, wie geplant, alle Streitkräfte der Mahdisten aufmarschierten, sondern nur Mahmud Ahmads um Osman Dignas Bedscha-Truppen verstärktes Kontingent. Mahmud Ahmad marschierte mit seiner 15.000 Mann starken Armee nordwärts zum Zusammenfluss von Nil und Atbara, um Kitchener anzugreifen. Kitchener befahl deshalb der ägyptischen Armee, sich bei Berber zu sammeln. Er bat Evelyn Baring, 1. Earl of Cromer um Unterstützung durch eine britische Brigade. Die britische Regierung stellte daraufhin eine Brigade aus Truppen des Royal Warwickshire Regiment, des Lincoln Regiment, der Cameron Highlanders und später der Seaforth Highlanders unter Führung von William Gatacre zusammen. Da die Dampfer der britisch-ägyptischen Armee bereits zum Zusammenfluss von Atbara und Nil vorgedrungen waren und die Katarakte um diese Jahreszeit den Rückzug nach Berber verhinderten, verlegte Kitchener am 22. Dezember eine ägyptische Brigade zu seiner Flotte.
Mahmud Ahmad überquerte Mitte Februar den Nil und marschierte auf Berbar zu, um die Stadt zu erobern. Kitchener zog seine Truppen zusammen und verlegte sie ein wenig nach Norden in eine befestigte Stellung um das Dorf Kunur. Am 18. März verließ Mahmud Ahmad El Aliab, um Kitcheners linke Flanke zu umgehen. Dieser verlegte seine Truppen nach Ras el Hudi. Mahmud Ahmad marschierte deshalb, um seine Umgehung fortzusetzen, mit seinen 20.000 Mann, einschließlich Frauen und Kindern, zum Atbara, nach Nakheila. Da Kitcheners Streitmacht nun den einzig möglichen Weg nach Berbar blockierte, blieben die Mahdisten vor Ort. Sie hatten eine „Zariba“ (eine Brustwehr aus Dornenbüschen) um ihr Lager errichtet. Zwei Wochen beobachteten beide Seiten einander. Eine britische Flottille landete bei Shendi, gegenüber Metemma, und nahm einige Frauen gefangen, die von Mahmud Ahmad dort zurückgelassen worden waren. Hierauf desertierten viele Mahdi-Krieger, um nach ihren Frauen zu sehen. Nachdem sich Kitchener zum Angriff entschieden hatte, verlegte er am 4. April nochmals acht Kilometer näher an den Feind, von Ras el Hudi nach Abadar. Am 6. April verlegte die anglo-ägyptische Streitmacht ein letztes Mal näher an die Mahdisten, zu dem verlassenen Dorf Umdabia. Nur elf Kilometer Luftlinie trennten sie jetzt noch von den Mahdisten.
Um 01:00 Uhr am Morgen des 8. April marschierten Kitcheners Truppen in ihre Angriffsstellungen. Auf der linken Seite stand die britische Brigade, geführt von William Gatacre, dazwischen eine Batterie Artillerie, im Zentrum die Brigade von Hector Archibald MacDonald und auf der rechten Seite die von John Grenfell Maxwell (drei Bataillone in Linie), an dessen rechter Flanke die Artillerie aufgestellt war. Lewis’ Brigade stand hinter den britischen Truppen von Gatacre mit dem Camel Corps an ihrer Linken. Die ägyptische Kavallerie deckte in fünf Kilometern Entfernung die äußerste linke Flanke.
Die Brigaden von MacDonald, Maxwell und Lewis gehörten zur ägyptischen Division von Archibald Hunter und bestanden aus sudanesischen und ägyptischen Bataillonen. Weiterhin verfügte Kitchener über eine Batterie Maxim-Maschinengewehre und eine Raketenabteilung unter dem Befehl des späteren Admirals David Beatty.
Um 06:00 Uhr morgens ging die anglo-ägyptische Armee nach einer kurzen Vorbereitung des Angriffs durch Artilleriefeuer auf das gegnerische Lager zum Angriff über. Bereits nach kurzer Zeit hatten die Soldaten das Lager erreicht und waren in Nahkämpfe verwickelt. Nach einer Stunde hatten sich Kitcheners Soldaten bis zum Fluss am anderen Ende des Lagers durchgekämpft, und Osman Digna zog sich mit einigen tausend Aufständischen in südlicher Richtung zurück, während der Großteil der Mahdisten getötet oder gefangen genommen wurde. Unter den Gefangenen war auch Mahmud Ahmad, der von sudanesischen Truppen aus Kitcheners Armee gestellt worden war.
Die Schlacht am Atbara war ein Wendepunkt in der Eroberung des Sudan durch Ägypter und Briten. Kitchener selbst betrachtete sie auch als Wendepunkt in seiner Karriere.